# Dianthus canescens
Dianthus canescens là loài thực vật có hoa thuộc họ Cẩm chướng. Loài này được K.Koch mô tả khoa học đầu tiên năm 1841.